# المديرية العامة للوقاية المدنية (المغرب)
المديرية العامة للوقاية المدنية هي جهاز وطني مكلف بالإنقاذ والإسعاف وإطفاء الحرائق في المغرب، وهي تابعة إداريًا لوزارة الداخلية، وتعمل الوقاية المدنية بالأساس على حماية السكان والممتلكات من الأخطار، والسهر على مكافحة الحوادث والكوارث والتخفيف من آثارها. ويبلغ عدد عناصر الوقاية المدنية بالمغرب حوالي 8000 عنصر (إلى غاية سنة 2016)، ويعتبر هذا العدد غير كافي مقارنة بعدد المغاربة والذي يبلغ 34 مليون نسمة، وتعمل الحكومة حالياً على مقترح لرفع عدد الموظفين العاملين بالوقاية المدنية وكذالك تحسين وضعيتهم المالية لمساعدتهم على تأدية مهامهم بشكل أفضل، ويتكون موظفي الوقاية المدنية من الضباط وضباط الصف، أعوان الإغاثة، الأطباء والممرضين.

## تاريخ
يشهد المغرب إزدياداً ملحوظاً في عدد الحوادث التي يتعرض لها المواطنون، وارتفاعاً في عدد الكوارث في مختلف المناطق والتي خلفت خسائر بشرية ومادية. ومن أجل التصدي لهذه الحوادث والكوارث والتخفيف من آثارها، تم تأهيل الوقاية المدنية بكل مكوناتها بغية جعلها أكثر قدرة على مسايرة المتغيرات الاقتصادية والديموفراقية والعمرانية التي يعرفها المغرب. وقد عملت وزارة الداخلية على ترقية مفتشية الوقاية المدنية إلى مديرية عامة تضم مديريتين وهما: مديرية الإغاثة والتخطيط والتنسيق والدراسات، ومديرية الدعم والشؤون الإدارية، وإحداث قيادات جهوية وإقليمية في مختلف الجهات المغربية.
عرفت تدخلات مصالح الوقاية المدنية ارتفاعاً كبيراً، إذ إنتقلت من 220 ألف تدخل في سنة 2000، إلى أزيد من 400 ألف في سنة 2016.
في 30 سبتمبر 2016، أصدرت الحكومة المغربية قانون رقم 2.16.814 ويتعلق بإخضاع العاملين بالمديرية العامة للوقاية المدنية لقواعد الانضباط العسكري، وبموجب هذا القانون، أصبحت تطبق على موظفي الوقاية المدنية المقتضيات العامة للقوانين والأنظمة العسكرية، ولا سيما فيما يتعلق بالحقوق والواجبات والمسؤوليات والتكوين والتدريب العسكريين، ومظاهر الانضباط واللياقة العسكرية، وكذا المكافآت والعقوبات التأديبية. كما يهدف هذا القانون إلى إخضاع جميع فئات الموظفين العاملين بالوقاية المدنية للضمانات الممنوحة لأفراد القوات المسلحة الملكية، ولأحكام القانون المتعلق بالقضاء العسكري.
في 19 أكتوبر 2016، تم تنصيب الجنرال دوبريكاد عبد الرزاق بوسيف مفتشا للوقاية المدنية.

## الأسلاك والرتب
تنقسم كل رتبة من الرتب التالية إلى درجات، وتحدد الدرجات التي تشتمل عليها كل رتبة وتسلسل الأرقام الإستدلالية المطابقة لها وكذا شروط الترقية فيها بمرسوم.
سلك الضباط السامين، ويتكون من الرتب التالية:
- كولونيل الوقاية المدنية
- ليوتنان كولونيل الوقاية المدنية
- كومندان الوقاية المدنية

سلك الضباط المساعدين، ويتكون من الرتب التالية:
- قبطان الوقاية المدنية
- ملازم الوقاية المدنية

سلك ضباط الصف، ويتكون من الرتب التالية:
- مساعد أول رئيس الوقاية المدنية
- مساعد أول الوقاية المدنية
- مساعد الوقاية المدنية
- رقيب أول الوقاية المدنية
- رقيب الوقاية المدنية

سلك أعوان الإغاثة، ويتكون من الرتب التالية:
- عريف أول الوقاية المدنية
- عريف الوقاية المدنية

## الوحدات

### الإسعاف والإطفاء
تتوفر الوقاية المدنية على أسطول مهم من سيارات الإسعاف وشاحنات الإطفاء، تتدخل عند الحوادث. وفي جميع المدن المغربية، يمكن الإتصال بالرقم المجاني 15 لطلب سيارة إسعاف أو التبليغ عن حادثة سير أو حريق. وتبلغ حظيرة سيارات الإسعاف وشاحنات الإطفاء حوالي 1700 سنة 2017، في حين لم تتجاوز 1399 سنة 2010. كما تتوفر الوقاية المدنية على عتاد معلوماتي مهم ومجموعة من وسائل الإتصال اللاسلكي لتعزيز ربط وحدات التدخل وتحسين التنسيق بينها.

### السباحين المنقذين
يتواجد السباحين المنقذين في الشواطئ ويمكن تمييزهم عن غيرهم من خلال ملابسهم والمتكونة من شورط بالأحمر وقميص بالأصفر، مدعومين بزوارق مطاطية وسيارات إسعاف، وفي بعض الشواطئ التي تعرف إقبالا كبيراً يتم دعمهم بالجيت سكي، وخلال كل فصل صيف تقوم المديرية العامة للوقاية المدنية بالإعلان عن مباراة لتكوين سباحين منقذين وذلك نظراً لإستقطاب الشواطئ لعدد كبير من السكان المغاربة أو الأجانب خلال فصل الصيف.

### الوحدة المتنقلة
تشمل في تعبئتها نحو 300 عنصر، وتمثل أعلى مستوى للتدخل بعد المستويين المحلي والجهوي، وقد يصل تدخلها إلى الوطني أو الدولي.

## شروط الترشح

### مباراة ولوج سلك التكوين الأساسي الخاص بالتلاميذ أعوان الإغاثة بالمدرسة الوطنية للوقاية المدنية
المباراة مفتوحة في وجه المترشحين الذكور فقط، والبالغين من العمر 18 سنة على الأقل، و26 سنة على الأكثر، الحاصلين على الشهادات أو إحدى الدبلومات التالية:
- شهادة التعليم الإعدادي وعلى رخصة السياقة من نوع ب أو ج أو د
- إحدى الشهادات أو إحدى الدبلومات المحددة قائمتها طبقا للمرسوم رقم 2.12.90 الصادر في 30 أبريل 2012 المتعلق بالشهادات المطلوبة لولوج مختلف الدرجات المحدثة بموجب الأنظمة الأساسية، كما وقع تغييره.
- دبلوم التأهيل المهني المسلم من طرف إحدى مؤسسات التكوين المهني المحدثة طبقا للمرسوم رقم 325.86.2 الصادر في 9 يناير 1987 بسن نظام عام لمؤسسات التكوين المهني
- دبلوم التأهيل المهني المسلم طبقاً لأحكام القانون رقم 12.00 بشأن إحداث وتنظيم التدرج المهني، من طرف التعاون الوطني
- المتوفرين من غير إنتعال الأحذية، على قامة 1.70 متر على الأقل
- بدون سوابق عدلية
- المتوفرين على قدرة جسمانية لممارسة المهام المنوطة بجهاز الوقاية المدنية
- قبول ترشيحهم من طرف لجنة الإنتقاء

## التكوين
يتلقى التلاميذ الضباط والتلاميذ ضباط الصف والتلاميذ أعوان الإغاثة المقبولون بمدرسة الوقاية المدنية تكويناً أساسياً يتضمن دروساً نظرية وتطبيقية وتكويناً عسكرياً. كما يستفيد الموظفون خلال مسارهم المهني من الحق في تكوين متخصص ومستمر يمكنهم من الإستمرار في النهوض على الوجه الأكمل بالمهام المسندة إليهم، ويعتبر هذا التكوين عاماً وإلزامياً ودائماً بالنسبة لجميع موظفي الوقاية المدنية، ويتم تنظيم دورات التكوين المتخصص أو المستمر بمدرسة الوقاية المدنية أو بأي مركز أخر للتكوين سواء على المستوى الوطني أو بالخارج.